# La soberana (murga)
La soberana es una murga uruguaya fundada en 1969. Censurada y prohibida por la dictadura-cívico militar en 1975, volvió a participar del carnaval uruguayo en 1987, 2006 y 2007.

## Historia
Arraigada en el barrio Belvedere de Montevideo, la murga fue creada por José Alanís (conocido luego como «Pepe Veneno»), sus hermanos César, Luís y Darwin y Ángel «Pelado» Díaz, entre otros, en los conflictivos años 1969. Al año siguiente de su creación, obtienen el primer premio en el concurso oficial del carnaval uruguayo, y posteriormente editan varios long plays para el desaparecido sello Macondo.
El posicionamiento político de la murga, crítico con el gobierno de esa época, le valió la censura y persecución de sus integrantes, quienes ocasionalmente fueron privados de su libertad.
El mismo año del golpe de Estado de 1973 que terminó por instalar el régimen dictatorial, la murga desfila vestida de celeste con el mapa de Uruguay en los sombreros. En 1975, el mismo día del desfile inaugural de Carnaval, la murga es prohibida y meses después una de sus figuras principales, José "Pepe" Alanís es detenido y procesado por “atentado moral contra las Fuerzas Armadas, vilipendio y escarnio”. Luego de ser sometido a torturas y una reclusión de tres años, Alanís emigra a Suecia en calidad de refugiado político.
Luego del regreso a la democracia, la murga se presenta en el concurso de 1987, con un estilo que José "Pepe" Alanis cataloga de “murga - ópera”, es decir, un espectáculo estructurado como una obra teatral con planteamiento, desarrollo y desenlace.
En 2006, casi 20 años después de su última presentación, vuelve a participar en el concurso oficial de murgas del carnaval uruguayo. Dentro de sus filas se encontraban algunos de sus miembros fundadores.

## Posiciones
Posiciones obtenidas en el concurso oficial desde su regreso en el año 2006.
| 2006 | 2007 |
| ---- | ---- |
| 17.º | 20.º |

## Discografía
- 1971, (Macondo GAM 536)
- 1972 (Macondo GAM 556)
- 1973 (Macondo GAM 576)
- 1984, La soberana (Sondor)
- 1986, El retorno (Sondor)